# Jeuk (Gingelom)
Jeuk (Limburgs: Juuk, Frans: Goyer) is een deelgemeente van de Belgische gemeente Gingelom in de provincie Limburg. Boekhout werd in 1971 toegevoegd aan Jeuk. Tot 1977 was Jeuk een zelfstandige gemeente aan de taalgrens in de regio Haspengouw. Jeuk omvat gehuchten zoals Hasselbroek, Heiselt, Hundelingen, Jeuk-Station en Klein-Jeuk.

## Demografie

### Demografische ontwikkeling voor de fusie
- Bronnen:NIS, Opm:1831 tot en met 1961=volkstellingen

### Demografische ontwikkeling van de fusiegemeente
Alle historische gegevens hebben betrekking op de voormalige gemeente, inclusief deelgemeenten, zoals ontstaan na de fusie van 1 januari 1971.
- Bronnen:NIS, Opm:1831 tot en met 1970=volkstellingen, 1976 = inwoneraantal op 31 december

## Bezienswaardigheden
- Sint-Joriskerk, neoclassicistisch uit de 19e eeuw.
- Stassenshoeve te Hasselbroek uit 18e eeuw.
- Het kasteel van Hasselbroek uit de 17e eeuw.
- Lindehoeve, Houtstraat uit de 18e eeuw.
- Sint-Jobkapel te Hasselbroek 18e eeuw.
- Onze-Lieve-Vrouwenkapel van Klein-Jeuk in romaanse stijl uit de 12e eeuw.
- Sint-Amanduskapel te Heiselt uit 18e eeuw.

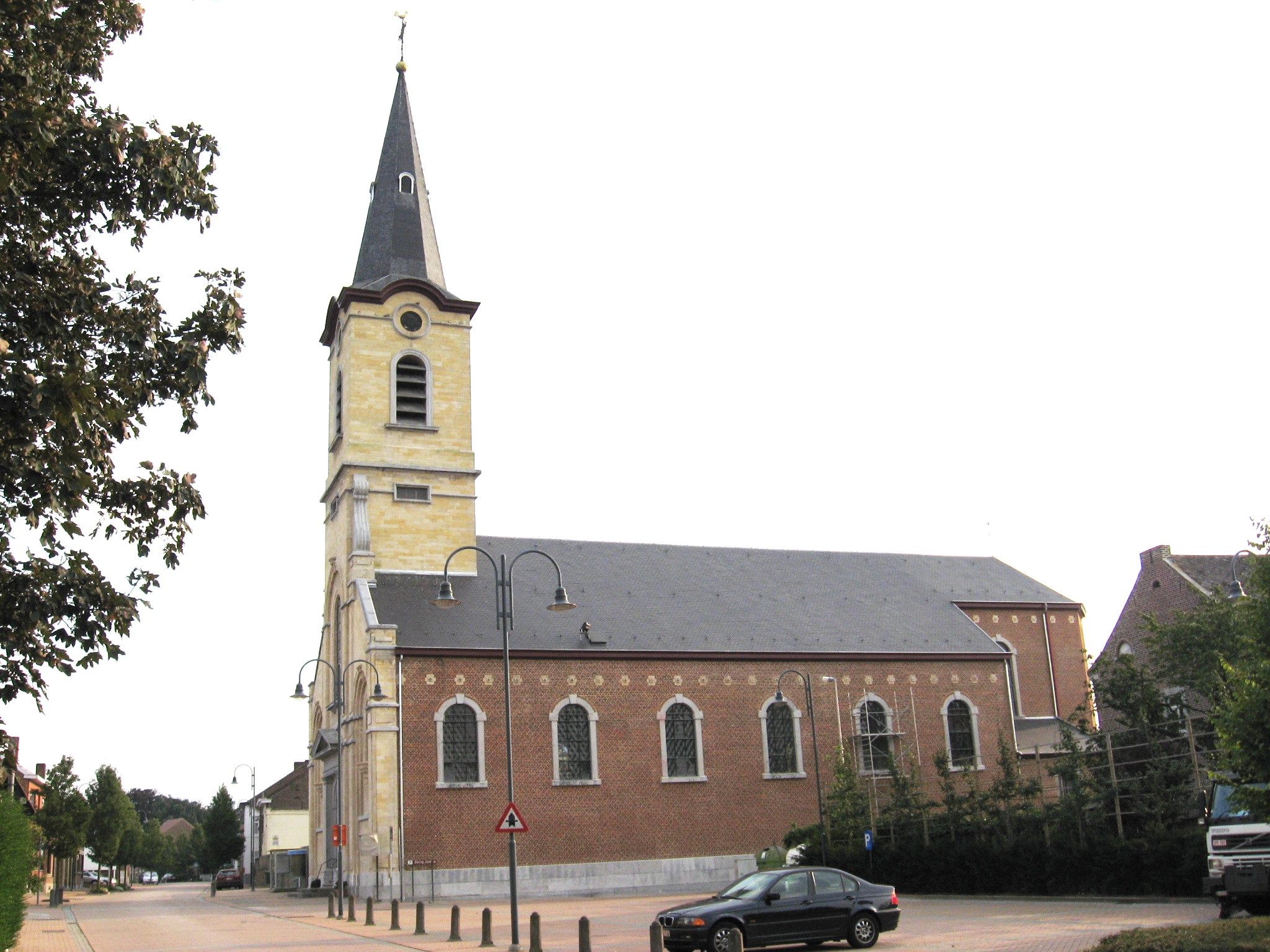
Sint-Joriskerk
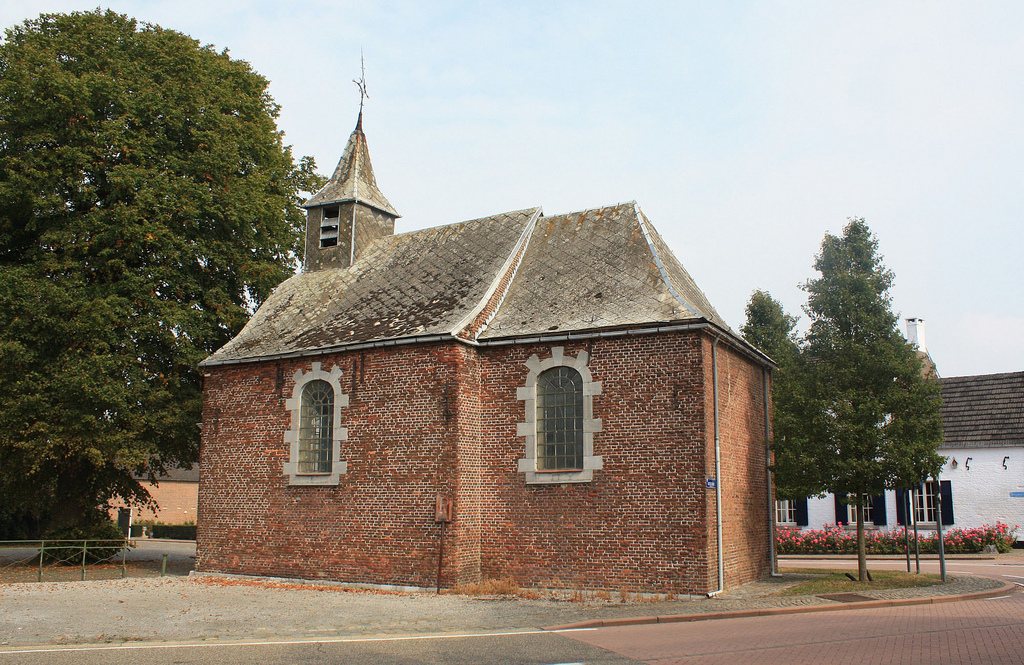
Sint-Jobkapel
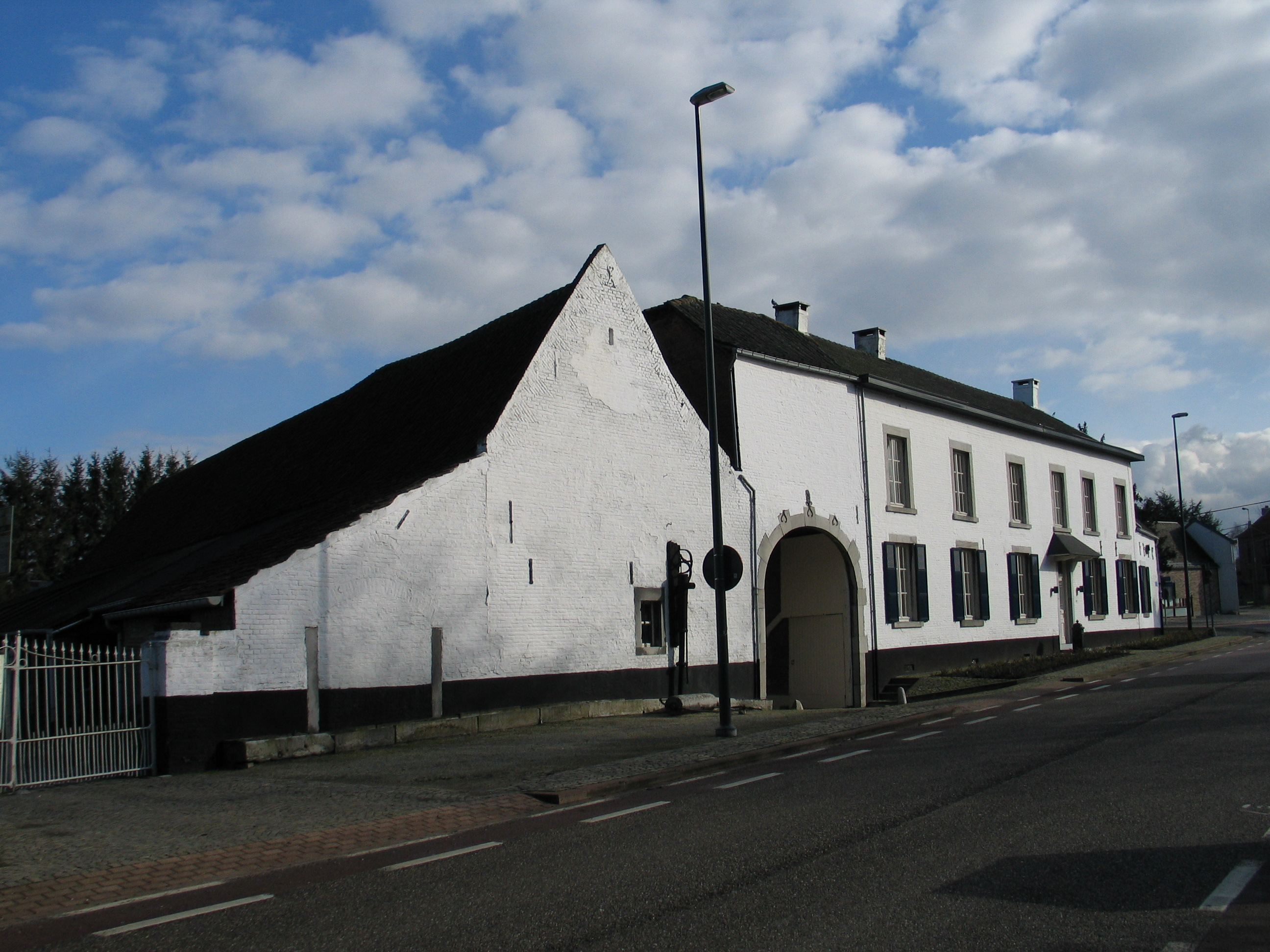
De Stassenshoeve uit 1755
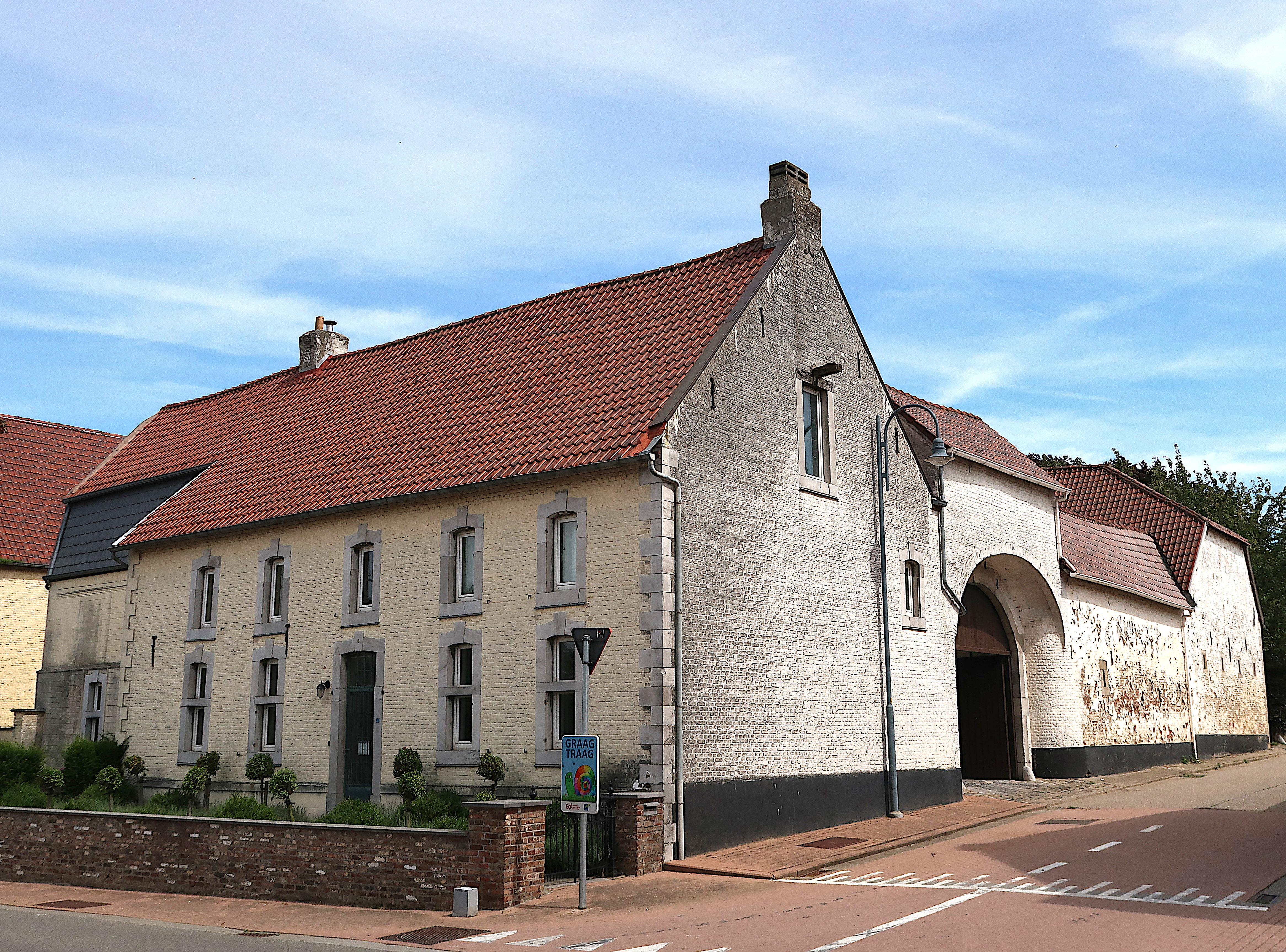
Lindehoeve uit 1742
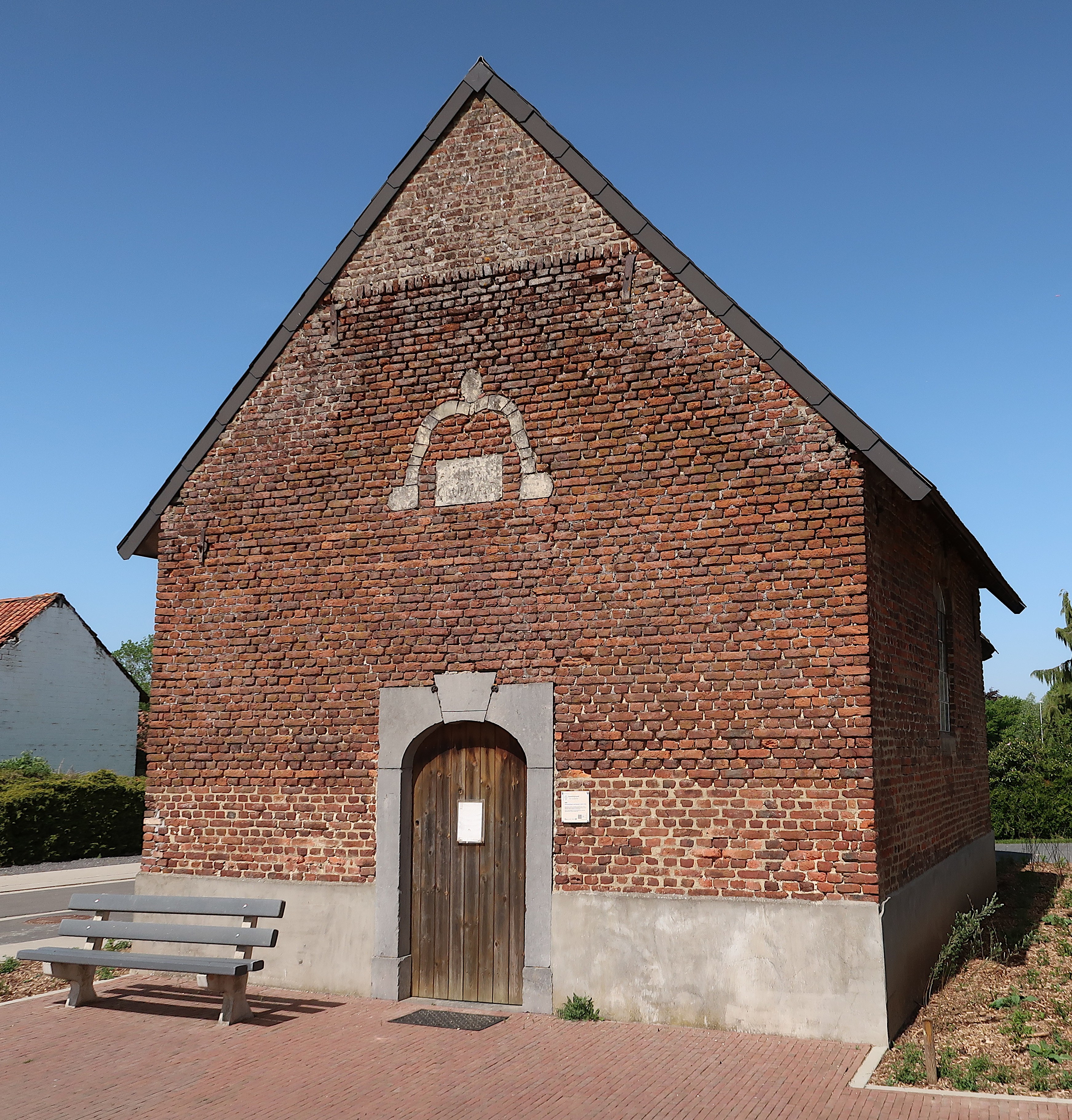
Sint-Amanduskapel van Heiselt

## Etymologie
Jeuk werd voor het eerst vermeld in 1125, als Gou (vandaar de Franstalige naam Goyer), en in 1213 kwam ook Joek voor. De naam zou een Galloromeinse oorsprong kunnen hebben: Gaudiacum, toebehorend aan Goudius.

## Geschiedenis
Er werden op het grondgebied van Jeuk in 1837 Romeinse oudheden aangetroffen. Op de plaats van de huidige kerk zou een Herculestempel hebben gestaan.
Tot 1619 bestond het huidige grondgebied uit twee gemeenten: Groot- en Klein-Jeuk, dat tot het Graafschap Loon behoorde, en Hasselbroek, dat Luiks was. Vervolgens behoorden ze tot het Sint-Janskapittel van Luik en in 1685 gekocht door de Graaf van Duras.
In 1687 werd het in pand gegeven aan A.Jamar. Toen werd ook het Kasteel van Hasselbroek gebouwd, wat de zetel van de heerlijkheid werd. In 1690 kwam het in bezit van de familie Bormans de Hasselbroek.
In 1837 kwam Spoorlijn 36 van Brussel naar Luik tot stand, en in 1838 werd het Station Jeuk-Rosoux geopend.
Maurice Onkelinx was hier oorlogsburgemeester.  In 1938 werd hij in de gemeenteraad verkozen op een neutrale lijst; in 1941 werd hij door de bezetter vanuit de oppositie aangesteld als schepen; in 1943 werd hij dienstdoend burgemeester. In 1945 verloor hij zijn burgerrechten maar in 1950 werd hij in zijn rechten hersteld.

## Politiek

### Lijst van de burgemeesters
- 1885-1904: Henri Stassens[1]
- 1941-1944: Maurice Onkelix (zie boven)

## Natuur en landschap
Jeuk is gelegen in Droog-Haspengouw. De Cicindria, ontspringt iets ten zuiden van Jeuk, aan de Sint-Jobbron, nabij Hasselbroek. Jeuk ligt in de vallei van deze beek. De hoogte loopt op tot ongeveer 120 meter. De bodem is lemig met open landschap, afgewisseld met fruitboomgaarden.

## Geboren in Jeuk
- Gaston Onkelinx (1932-2017), politicus
- Willy Vannitsen (1935-2001), wielrenner

## Nabijgelegen kernen
Klein-Jeuk, Mielen-boven-Aalst, Heiselt, Boekhout, Hasselbroek
- Onroerend erfgoed

Deelgemeenten: Boekhout · Borlo · Buvingen · Gingelom · Jeuk · Kortijs · Mielen-boven-Aalst · Montenaken · Muizen · Niel-bij-Sint-Truiden · Vorsen

Gehuchten: Hasselbroek · Heiselt · Hundelingen · Jeuk-Station · Klein-Jeuk · Klein-Vorsen

Belgische gemeenten · Arrondissement Hasselt · Limburg · Vlaanderen